# Perajen Jaya
Perajen Jaya is een bestuurslaag in het regentschap Banyuasin van de provincie Zuid-Sumatra, Indonesië. Perajen Jaya telt 802 inwoners (volkstelling 2010).